# セルゲイ・ラクマニン
セルゲイ・ラクマニン（ロシア語: Сергей Рахманин、1961年10月18日、ドイツケムニッツ生まれ）はロシアの飛行機とグライダーのパイロットとフライトインストラクター。

## アクロバット飛行
1991年、彼は最後のUSSRアブソリュートエアロバティックチャンピオンになった。
1999年のFAI European Aerobatic Championshipsと、2003年と2005年のFAI曲技飛行世界選手権の総合部門で称号を獲得した。

## グライダー飛行競技
1995年、グライダー世界選手権で銅メダルを獲得し、ミハイル・マミストフとビクトル・チュマルと共にチームで金メダルを獲得した。
さらに、1996年のヨーロッパグライダーアクロバティック選手権で、ミハイル・マミストフとセルゲイ・クリカレフと共にチームの金メダルを獲得した。

## レッドブルエアレース
彼は2007年と2008年のレッドブル・エアレース・ワールドシリーズでレースを行った。
| Year | 1    | 2    | 3    | 4    | 5    | 6    | 7    | 8    | 9    | 10   | 11  | 12   | Points | Wins | Rank |
| ---- | ---- | ---- | ---- | ---- | ---- | ---- | ---- | ---- | ---- | ---- | --- | ---- | ------ | ---- | ---- |
| 2007 | 12th | 9th  | 9th  | 10th | CAN  | 13th | 10th | 11th | 10th | 11th | CAN | 11th | 0      | 0    | 12th |
| 2008 | 10th | 11th | 10th | CAN  | 9th  | 12th | 9th  | 11th | CAN  | 11th |     |      | 2      | 0    | 11th |
| 2009 | 6th  | 8th  | 5th  | 15th | 13th | 13th |      |      |      |      |     |      | 17     | 0    | 11th |
| 2010 | 15th | 12th | 14th | 8th  | 12th | 14th | CAN  | CAN  |      |      |     |      | 4      | 0    | 13th |

Legend: 
- CAN: Cancelled
- DNP: Did not participate
- DNS: Did not show
- DQ: Disqualified
- NC: Not classified

## 賞と栄誉
彼は "ロシアのスポーツの名誉あるマスター"を授与され、2006年にFAIエア・スポーツ・メダルを受賞した。

## 家族
彼はロシアのサンクトペテルブルクに住んでおり、結婚して1人の子供がいる。